# Idrettsklubben Start 2018
Questa voce raccoglie le informazioni riguardanti l'Idrettsklubben Start nelle competizioni ufficiali della stagione 2018.

## Stagione
A seguito del 2º posto finale nella 1. divisjon 2017, lo Start ha fatto ritorno in Eliteserien. Il 1º dicembre 2017, la società ha reso noto che Mark Dempsey sarebbe stato l'allenatore della squadra a partire dal 1º gennaio 2018, subentrando a Mick Priest che aveva traghettato lo Start fino al termine della stagione precedente. Il 19 dicembre 2017 sono stati compilati i calendari per l'Eliteserien 2018: alla 1ª giornata, lo Start avrebbe ospitato il Tromsø alla Sparebanken Sør Arena.
Il 18 maggio, Dempsey è stato sollevato dall'incarico di allenatore, a causa dei cattivi risultati conseguiti in stagione. Kjetil Rekdal ne ha preso il posto il successivo 1º giugno.

## Rosa
| N. |                     | Ruolo | Calciatore           |
| -- | ------------------- | ----- | -------------------- |
| 1  | Norvegia (bandiera) | P     | Håkon Opdal          |
| 2  | Svezia (bandiera)   | D     | Elliot Käck          |
| 3  | Norvegia (bandiera) | D     | Espen Hammer Berger  |
| 4  | Nigeria (bandiera)  | C     | Aremu Afeez          |
| 5  | Norvegia (bandiera) | C     | Adnan Hadzic         |
| 6  | Norvegia (bandiera) | D     | Simon Larsen         |
| 7  | Svezia (bandiera)   | A     | Kevin Kabran         |
| 8  | Norvegia (bandiera) | A     | Lars-Jørgen Salvesen |
| 9  | Norvegia (bandiera) | C     | Daniel Aase          |
| 10 | Norvegia (bandiera) | C     | Tobias Christensen   |
| 11 | Islanda (bandiera)  | C     | Aron Sigurðarson     |
| 14 | Norvegia (bandiera) | C     | Espen Børufsen       |
| 15 | Norvegia (bandiera) | D     | Henrik Robstad       |
| 16 | Norvegia (bandiera) | C     | Andreas Hollingen    |
| 17 | Islanda (bandiera)  | C     | Guðmundur Tryggvason |

| N. |                     | Ruolo | Calciatore                 |
| -- | ------------------- | ----- | -------------------------- |
| 18 | Ghana (bandiera)    | C     | Isaac Twum                 |
| 19 | Norvegia (bandiera) | C     | Kasper Skaanes             |
| 20 | Norvegia (bandiera) | A     | Mathias Bringaker          |
| 21 | Norvegia (bandiera) | C     | Niklas Sandberg            |
| 22 | Islanda (bandiera)  | A     | Kristján Flóki Finnbogason |
| 23 | Norvegia (bandiera) | C     | Erlend Segberg             |
| 25 | Nigeria (bandiera)  | C     | Michael Ogungbaro          |
| 26 | Germania (bandiera) | P     | Jonas Deumeland            |
| 27 | Norvegia (bandiera) | C     | Eirik Wichne               |
| 31 | Giamaica (bandiera) | D     | Damion Lowe                |
| 45 | Norvegia (bandiera) | P     | Benjamin Boujar            |
| –– | Norvegia (bandiera) | C     | Arian Gundersen            |
| –– | Ghana (bandiera)    | C     | Ibrahim Mensah             |
| –– | Kosovo (bandiera)   | C     | Herolind Shala             |
| –– | Nigeria (bandiera)  | A     | Adeleke Akinyemi           |

## Calciomercato

### Sessione invernale(dal 01/01 al 31/03)
| Arrivi           | Arrivi               | Arrivi            | Arrivi     |
| R.               | Nome                 | da                | Modalità   |
| ---------------- | -------------------- | ----------------- | ---------- |
| D                | Espen Hammer Berger  | Levanger          | definitivo |
| D                | Elliot Käck          |                   | svincolato |
| C                | Aremu Afeez          | Akwa Utd          | definitivo |
| C                | Arian Gundersen      | Mandalskameratene | definitivo |
| C                | Niklas Sandberg      | Ullensaker/Kisa   | definitivo |
| C                | Aron Sigurðarson     | Tromsø            | definitivo |
| C                | Kasper Skaanes       | Brann             | definitivo |
| C                | Guðmundur Tryggvason | KR Reykjavík      | definitivo |
| C                | Isaac Twum           | Inter Allies      | definitivo |
| A                | Mathias Bringaker    | Viking            | definitivo |
| A                | Kevin Kabran         | Brommapojkarna    | definitivo |
| Altre operazioni |                      |                   |            |
| R.               | Nome                 | da                | Modalità   |
| C                | Michael Ogungbaro    | Jerv              | definitivo |
| A                | Isac Lidberg         | Åtvidaberg        | definitivo |

| Partenze | Partenze               | Partenze    | Partenze      |
| R.       | Nome                   | a           | Modalità      |
| -------- | ---------------------- | ----------- | ------------- |
| P        | Mats Olsen             | Flekkerøy   | definitivo    |
| D        | Philip Aukland         | Arendal     | prestito      |
| D        | Tapio Heikkilä         | Sandnes Ulf | definitivo    |
| D        | Jens Kristian Skogmo   |             | svincolato    |
| D        | Rolf Daniel Vikstøl    | Viking      | definitivo    |
| C        | Guðmundur Kristjánsson |             | svincolato    |
| C        | Michael Ogungbaro      | Åsane       | prestito      |
| C        | Niels Vorthoren        |             | svincolato    |
| C        | Lasse Sigurdsen        | Flekkerøy   | prestito      |
| C        | Mikal Ugland           | Flekkerøy   | prestito      |
| C        | Thomas Zernichow       | Jerv        | definitivo    |
| A        | Ibrahim Abubakar       | HamKam      | prestito      |
| A        | Dennis Antwi           | Åsane       | prestito      |
| A        | Isac Lidberg           | Jerv        | prestito      |
| A        | Steffen Lie Skålevik   | Brann       | fine prestito |

### Tra le due sessioni
| Arrivi | Arrivi          | Arrivi | Arrivi     |
| R.     | Nome            | da     | Modalità   |
| ------ | --------------- | ------ | ---------- |
| P      | Jonas Deumeland |        | svincolato |

| Partenze | Partenze | Partenze | Partenze |
| R.       | Nome     | a        | Modalità |
| -------- | -------- | -------- | -------- |

### Sessione estiva(dal 19/07 al 15/08)
| Arrivi           | Arrivi           | Arrivi    | Arrivi        |
| R.               | Nome             | da        | Modalità      |
| ---------------- | ---------------- | --------- | ------------- |
| C                | Ibrahim Mensah   | Aluminij  | definitivo    |
| C                | Herolind Shala   | Lyngby    | definitivo    |
| A                | Adeleke Akinyemi | Ventspils | definitivo    |
| Altre operazioni |                  |           |               |
| R.               | Nome             | da        | Modalità      |
| A                | Isac Lidberg     | Jerv      | fine prestito |

| Partenze | Partenze                   | Partenze        | Partenze   |
| R.       | Nome                       | a               | Modalità   |
| -------- | -------------------------- | --------------- | ---------- |
| P        | Benjamin Boujar            | Hødd            | prestito   |
| C        | Daniel Aase                | Jerv            | definitivo |
| A        | Kristján Flóki Finnbogason | Brommapojkarna  | prestito   |
| A        | Isac Lidberg               | HamKam          | prestito   |
| A        | Lars-Jørgen Salvesen       | Ullensaker/Kisa | definitivo |

## Risultati

### Eliteserien

#### Girone di andata
| Arbitro: | Hafsås (Trondheim) |

|                                             |           |                    |
| Finnbogason 6’ Kabran 7’ Käck 62’ Afeez 90’ | Marcatori | 90’ Gamst Pedersen |

| Arbitro: | Skjerven (Kaupanger) |

|                |           |                 |
| Omoijuanfo 70’ | Marcatori | 82’ Sigurðarson |

| Arbitro: | Hagenes (Flaktveit) |

|                 |           |                                         |
| Finnbogason 22’ | Marcatori | 34’ Storbæk 68’, 84’ Engblom 78’ Vallés |

| Arbitro: | Hafsås (Trondheim) |

|                 |           |  |
| Lehne Olsen 32’ | Marcatori |  |

| Arbitro: | Steen (Bergen) |

|                 |           |                                                                                    |
| Christensen 29’ | Marcatori | 6’ Fredheim Holm 25’ Johnson 51’ Finne 54’ Ejuke 66’ Friðjónsson 69’ Tollås Nation |

| Arbitro: | Døvle (Larvik) |

|                                  |           |  |
| Reginiussen 47’ A. Konradsen 90’ | Marcatori |  |

| Arbitro: | Kjensli (Oslo) |

|  |           |             |
|  | Marcatori | 49’ Gytkjær |

| Arbitro: | Smehus Kringstad |

|                                          |           |  |
| Nordkvelle 20’ Rashani 44’ Lauritsen 76’ | Marcatori |  |

| Arbitro: | Moen (Haugesund) |

|  |           |                  |
|  | Marcatori | 75’ Lie Skålevik |

| Arbitro: | Steen (Bergen) |

|                                              |           |  |
| Mortensen 3’ Askar 31’, 80’ Lund Nielsen 55’ | Marcatori |  |

### Norgesmesterskapet
| Arbitro: | Lien |

|               |           |                                                                                             |
| Valjevcic 88’ | Marcatori | 2’ Bringaker 29’ Hammer Berger 32’, 73’ (rig.) Salvesen 33’, 40’, 63’ Sigurðarson 64’ Afeez |

| Arbitro: | Higraff |

|  |           |                              |
|  | Marcatori | 55’ Lowe 58’ Käck 79’ Kabran |

| Arbitro: | Tennøy (Bergen) |

|  |           |               |
|  | Marcatori | 76’ Bringaker |

## Statistiche

### Statistiche di squadra
| Competizione       | Punti | In casa | In casa | In casa | In casa | In casa | In casa | In trasferta | In trasferta | In trasferta | In trasferta | In trasferta | In trasferta | Totale | Totale | Totale | Totale | Totale | Totale | DR |
| Competizione       | Punti | G       | V       | N       | P       | Gf      | Gs      | G            | V            | N            | P            | Gf           | Gs           | G      | V      | N      | P      | Gf     | Gs     | DR |
| ------------------ | ----- | ------- | ------- | ------- | ------- | ------- | ------- | ------------ | ------------ | ------------ | ------------ | ------------ | ------------ | ------ | ------ | ------ | ------ | ------ | ------ | -- |
| Eliteserien        | 0     | 0       | 0       | 0       | 0       | 0       | 0       | 0            | 0            | 0            | 0            | 0            | 0            | 0      | 0      | 0      | 0      | 0      | 0      | 0  |
| Norgesmesterskapet | -     | 0       | 0       | 0       | 0       | 0       | 0       | 0            | 0            | 0            | 0            | 0            | 0            | 0      | 0      | 0      | 0      | 0      | 0      | 0  |
| Totale             | -     | 0       | 0       | 0       | 0       | 0       | 0       | 0            | 0            | 0            | 0            | 0            | 0            | 0      | 0      | 0      | 0      | 0      | 0      | 0  |

### Andamento in campionato
| Giornata  | 1 | 2 | 3 | 4  | 5  | 6  | 7  | 8  | 9  | 10 | 11 | 12 | 13 | 14 | 15 | 16 | 17 | 18 | 19 | 20 | 21 | 22 | 23 | 24 | 25 | 26 | 27 | 28 | 29 | 30 |
| --------- | - | - | - | -- | -- | -- | -- | -- | -- | -- | -- | -- | -- | -- | -- | -- | -- | -- | -- | -- | -- | -- | -- | -- | -- | -- | -- | -- | -- | -- |
| Luogo     | C | T | C | T  | C  | T  | C  | T  | C  | T  | C  | T  | C  | C  | T  | C  | T  | C  | T  | C  | T  | C  | T  | T  | C  | T  | C  | T  | C  | T  |
| Risultato | V | N | P | P  | P  | P  | P  | P  | P  | P  |    |    |    |    |    |    |    |    |    |    |    |    |    |    |    |    |    |    |    |    |
| Posizione | 2 | 4 | 7 | 10 | 15 | 16 | 16 | 16 | 16 | 16 |    |    |    |    |    |    |    |    |    |    |    |    |    |    |    |    |    |    |    |    |

Fonte:  Eliteserien 2018, su altomfotball.no, Altomfotball.
Legenda:

Luogo: C = Casa; T = Trasferta. Risultato: V = Vittoria; N = Pareggio; P = Sconfitta.

### Statistiche dei giocatori
| Giocatore        | Eliteserien | Eliteserien | Eliteserien | Eliteserien | Norgesmesterskapet | Norgesmesterskapet | Norgesmesterskapet | Norgesmesterskapet | Coppe europee | Coppe europee | Coppe europee | Coppe europee | Altre coppe | Altre coppe | Altre coppe | Altre coppe | Totale   | Totale | Totale      | Totale     |
| Giocatore        | Presenze    | Reti        | Ammonizioni | Espulsioni  | Presenze           | Reti               | Ammonizioni        | Espulsioni         | Presenze      | Reti          | Ammonizioni   | Espulsioni    | Presenze    | Reti        | Ammonizioni | Espulsioni  | Presenze | Reti   | Ammonizioni | Espulsioni |
| ---------------- | ----------- | ----------- | ----------- | ----------- | ------------------ | ------------------ | ------------------ | ------------------ | ------------- | ------------- | ------------- | ------------- | ----------- | ----------- | ----------- | ----------- | -------- | ------ | ----------- | ---------- |
| D. Aase          | 0           | 0           | 0           | 0           | 0                  | 0                  | 0                  | 0                  |               |               |               |               |             |             |             |             | 0        | 0      | 0           | 0          |
| A. Afeez         | 0           | 0           | 0           | 0           | 0                  | 0                  | 0                  | 0                  |               |               |               |               |             |             |             |             | 0        | 0      | 0           | 0          |
| A. Akinyemi      | 0           | 0           | 0           | 0           | 0                  | 0                  | 0                  | 0                  |               |               |               |               |             |             |             |             | 0        | 0      | 0           | 0          |
| E. Børufsen      | 0           | 0           | 0           | 0           | 0                  | 0                  | 0                  | 0                  |               |               |               |               |             |             |             |             | 0        | 0      | 0           | 0          |
| B. Boujar        | 0           | -0          | 0           | 0           | 0                  | -0                 | 0                  | 0                  |               |               |               |               |             |             |             |             | 0        | 0      | 0           | 0          |
| M. Bringaker     | 0           | 0           | 0           | 0           | 0                  | 0                  | 0                  | 0                  |               |               |               |               |             |             |             |             | 0        | 0      | 0           | 0          |
| T. Christensen   | 0           | 0           | 0           | 0           | 0                  | 0                  | 0                  | 0                  |               |               |               |               |             |             |             |             | 0        | 0      | 0           | 0          |
| J. Deumeland     | 0           | -0          | 0           | 0           | 0                  | -0                 | 0                  | 0                  |               |               |               |               |             |             |             |             | 0        | 0      | 0           | 0          |
| K. Finnbogason   | 0           | 0           | 0           | 0           | 0                  | 0                  | 0                  | 0                  |               |               |               |               |             |             |             |             | 0        | 0      | 0           | 0          |
| A. Gundersen     | 0           | 0           | 0           | 0           | 0                  | 0                  | 0                  | 0                  |               |               |               |               |             |             |             |             | 0        | 0      | 0           | 0          |
| E. Hammer Berger | 0           | 0           | 0           | 0           | 0                  | 0                  | 0                  | 0                  |               |               |               |               |             |             |             |             | 0        | 0      | 0           | 0          |
| A. Hadzic        | 0           | 0           | 0           | 0           | 0                  | 0                  | 0                  | 0                  |               |               |               |               |             |             |             |             | 0        | 0      | 0           | 0          |
| A. Hollingen     | 0           | 0           | 0           | 0           | 0                  | 0                  | 0                  | 0                  |               |               |               |               |             |             |             |             | 0        | 0      | 0           | 0          |
| K. Kabran        | 0           | 0           | 0           | 0           | 0                  | 0                  | 0                  | 0                  |               |               |               |               |             |             |             |             | 0        | 0      | 0           | 0          |
| E. Käck          | 0           | 0           | 0           | 0           | 0                  | 0                  | 0                  | 0                  |               |               |               |               |             |             |             |             | 0        | 0      | 0           | 0          |
| S. Larsen        | 0           | 0           | 0           | 0           | 0                  | 0                  | 0                  | 0                  |               |               |               |               |             |             |             |             | 0        | 0      | 0           | 0          |
| D. Lowe          | 0           | 0           | 0           | 0           | 0                  | 0                  | 0                  | 0                  |               |               |               |               |             |             |             |             | 0        | 0      | 0           | 0          |
| I. Mensah        | 0           | 0           | 0           | 0           | 0                  | 0                  | 0                  | 0                  |               |               |               |               |             |             |             |             | 0        | 0      | 0           | 0          |
| H. Opdal         | 0           | -0          | 0           | 0           | 0                  | -0                 | 0                  | 0                  |               |               |               |               |             |             |             |             | 0        | 0      | 0           | 0          |
| H. Robstad       | 0           | 0           | 0           | 0           | 0                  | 0                  | 0                  | 0                  |               |               |               |               |             |             |             |             | 0        | 0      | 0           | 0          |
| L. Salvesen      | 0           | 0           | 0           | 0           | 0                  | 0                  | 0                  | 0                  |               |               |               |               |             |             |             |             | 0        | 0      | 0           | 0          |
| N. Sandberg      | 0           | 0           | 0           | 0           | 0                  | 0                  | 0                  | 0                  |               |               |               |               |             |             |             |             | 0        | 0      | 0           | 0          |
| E. Segberg       | 0           | 0           | 0           | 0           | 0                  | 0                  | 0                  | 0                  |               |               |               |               |             |             |             |             | 0        | 0      | 0           | 0          |
| H. Shala         | 0           | 0           | 0           | 0           | 0                  | 0                  | 0                  | 0                  |               |               |               |               |             |             |             |             | 0        | 0      | 0           | 0          |
| A. Sigurðarson   | 0           | 0           | 0           | 0           | 0                  | 0                  | 0                  | 0                  |               |               |               |               |             |             |             |             | 0        | 0      | 0           | 0          |
| K. Skaanes       | 0           | 0           | 0           | 0           | 0                  | 0                  | 0                  | 0                  |               |               |               |               |             |             |             |             | 0        | 0      | 0           | 0          |
| G. Tryggvason    | 0           | 0           | 0           | 0           | 0                  | 0                  | 0                  | 0                  |               |               |               |               |             |             |             |             | 0        | 0      | 0           | 0          |
| I. Twum          | 0           | 0           | 0           | 0           | 0                  | 0                  | 0                  | 0                  |               |               |               |               |             |             |             |             | 0        | 0      | 0           | 0          |
| E. Wichne        | 0           | 0           | 0           | 0           | 0                  | 0                  | 0                  | 0                  |               |               |               |               |             |             |             |             | 0        | 0      | 0           | 0          |